# Lupin III: Part 6
Pour les articles homonymes, voir Lupin (homonymie).
Lupin III: Part 6 (ルパン三世 PART6, Rupan Sansei Pāto Shikkusu) est une série télévisée d'animation japonaise produite par TMS Entertainment, réalisée par Eiji Suganuma et écrite par Takahiro Ōkura et Shigeru Murakoshi. Il s'agit de la septième adaptation télévisée d'animation du manga Lupin III de Monkey Punch, après Lupin III: Part V. La série a été diffusée au Japon d'octobre 2021 à mars 2022.
En France, la série a été diffusée en quasi-simultané sur la chaîne Mangas à partir du 13 octobre 2021.

## Synopsis
La première moitié de la série présente le gentleman-cambrioleur Arsène Lupin III qui entre en dispute avec le détective Sherlock Holmes lorsque Lupin devient le principal suspect du meurtre du Docteur Watson. Lupin est aussi après un trésor caché par Raven, une mystérieuse organisation qui manipule dans l'ombre le gouvernement britannique. La seconde moitié tourne autour de la recherche de Lupin sur une femme mystérieuse prénommée Tomoe, que Lupin pense qu'elle est sa mère. Sur le chemin, Lupin rencontre d'autres disciples de Tomoe, et commence à rassembler des souvenirs oubliés de son passé.

## Fiche technique
- Titre original : ルパン三世 PART6 (Rupan Sansei Pāto Shikkusu)
- Titre français : Lupin III: Part 6
- Réalisation : Eiji Suganuma
- Scénario : Takahiro Ōkura et Shigeru Murakoshi, d’après Lupin III de Monkey Punch
- Musique : Yuji Ohno
- Composition de la série : Shigeru Murakoshi
- Character design : Hirotaka Marufuji
- Licencié par :
  - Japon : Sentai Filmworks
- Nombre d’épisodes diffusés :
  - Japon : 24 + épisode 0
- Durée : 25 minutes
- Dates de première diffusion :
  - Nippon TV : 10 octobre 2021
  - Mangas : 13 octobre 2021
- Version française :
  - Subvention à la production : J-LOD[5]

## Distribution
- Kan'ichi Kurita (VFB : Maxime Donnay) : Arsène Lupin III
- Akio Ōtsuka / Kiyoshi Kobayashi(Épisode 0 uniquement)[note 1] (VFB : Michel Hinderyckx) : Daisuke Jigen
- Daisuke Namikawa (VFB : Jean-François Rossion) : Goemon Ishikawa XIII
- Miyuki Sawashiro (VFB : Valérie Muzzi) : Fujiko Mine
- Kōichi Yamadera (VFB : Robert Dubois) : l'inspecteur Koichi Zenigata
- Nobunaga Shimazaki : Goro Yatagarasu
- Nanako Mori : Arianna
- Kenjiro Tsuda : Albert d'Andrésy
- Masato Obara (VFB : Michelangelo Marchese) : Sherlock Holmes
- Taisuke Nishimura : Dr John H. Watson
- Sumire Morohoshi : Lily Watson
- Risa Shimizu : Mattea Farah
- Mitsuru Takakuwa : Lord Falkner
- Tomoyuki Shimura (VFB : David Manet) : l'inspecteur Lestrade
- Akira Ishida : le professeur Moriarty

Source : site officiel de la série

## Épisodes
| 0                   | "Episode 0: The Times" Transcription: "Episōdo Zero: Jidai" (japonais: EPISODE 0 ―時代―)                                                 | Nobuo Tomizawa               | Yūya Takahashi    | Nobuo Tomizawa    | 10 octobre 2021  |
| Lupin vs. Holmes    | |                              |                   |                   |                  |
| 1                   | "Sherlock Holmes entre en scène" Transcription: "Shārokku Hōmuzu Tōjō" (japonais: シャーロック・ホームズ登場)                            | Kazuhiro Soeta               | Takahiro Ōkura    | Eiji Suganuma     | 17 octobre 2021  |
| 2                   | "Détective et malfaiteur" Transcription: "Tantei to Akutō" (japonais: 探偵と悪党)                                                        | Keiya Saitō                  | Takahiro Ōkura    | Hiroyuki Yano     | 24 octobre 2021  |
| 3                   | "L'aventure sur le (faux) Transcontinental" Transcription: "Tairiku Ōdan Tetsudō (Uso) no Bōken" (japonais: 大陸横断鉄道（嘘）の冒険)    | Takahiko Usui                | Masaki Tsuji      | Hatsuki Tsuji     | 31 octobre 2021  |
| 4                   | "Les tueurs du bistrot" Transcription: "Dainā no Koroshiya-tachi" (japonais: ダイナーの殺し屋たち)                                       | Kazuhiro Soeta               | Mamoru Oshii      | Norihiro Naganuma | 7 novembre 2021  |
| 5                   | "La cité impériale rêve des voleurs (1)" Transcription: "Teito wa Dorobō no Yume o Miru Zenpen" (japonais: 帝都は泥棒の夢を見る 前篇)    | Nana Harada                  | Taku Ashibe       | Hajime Kamegaki   | 14 novembre 2021 |
| 6                   | "La cité impériale rêve des voleurs (2)" Transcription: "Teito wa Dorobō no Yume o Miru Kōhen" (japonais: 帝都は泥棒の夢を見る 後篇)     | Takashi Asami                | Taku Ashibe       | Hatsuki Tsuji     | 21 novembre 2021 |
| 7                   | "L'histoire jamais racontée" Transcription: "Katararezaru Jiken" (japonais: 語られざる事件)                                              | Pyeon-Gang Ho                | Takahiro Ōkura    | Pyeon-Gang Ho     | 28 novembre 2021 |
| 8                   | "Dernière Cartouche" Transcription: "Rasuto Buretto" (japonais: ラスト・ブレット)                                                        | Akira Shimizu                | Akio Higuchi      | Osamu Nabeshima   | 5 décembre 2021  |
| 9                   | "Le diamant noir de jais" Transcription: "Shikkoku no Daiyamondo" (japonais: 漆黒のダイヤモンド)                                         | Yūji Kanzaki                 | Kanae Minato      | Kōichi Chigira    | 12 décembre 2021 |
| 10                  | "L'oiseau de Darwin" Transcription: "Dāwin no Tori" (japonais: ダーウィンの鳥)                                                           | Kazuhiro Soeta               | Mamoru Oshii      | Masatsugu Arakawa | 19 décembre 2021 |
| 11                  | "La vérité et le corbeau" Transcription: "Shinjitsu to Watarigarasu" (japonais: 真実とワタリガラス)                                      | Mitsutaka Noshitani          | Takahiro Ōkura    | Hiroyuki Yano     | 26 décembre 2021 |
| 12                  | "Le fantôme du Royaume-Uni" Transcription: "Eikoku no Bōrei" (japonais: 英国の亡霊)                                                      | Keiya Saitō                  | Takahiro Ōkura    | Masayuki Kojima   | 26 décembre 2021 |
| Witch and Gentleman | |                              |                   |                   |                  |
| 13                  | "Une invitation du passé" Transcription: "Kako kara no Shōtaijō" (japonais: 過去からの招待状)                                            | Kazuhiro Soeta               | Shigeru Murakoshi | Hiroyuki Yano     | 9 janvier 2022   |
| 14                  | "Les femmes mirages" Transcription: "Shinkirō no Onna-tachi" (japonais: 蜃気楼の女たち)                                                  | Kentarō Sugimoto             | Shigeru Murakoshi | Hatsuki Tsuji     | 16 janvier 2022  |
| 15                  | "Que mon tir résonne sur la cloche du bonheur" Transcription: "Shukufuku no Kane ni Hibike yo, Jūsei" (japonais: 祝福の鐘に響けよ、銃声) | Takashi Asami                | Akira Kindaichi   | Kōichi Chigira    | 23 janvier 2022  |
| 16                  | "Samurai Collection" Transcription: "Samurai Korekushon" (japonais: サムライ・コレクション)                                              | Toshihiro Maeya              | Tomoko Shinozuka  | Jun'ichi Sakata   | 30 janvier 2022  |
| 17                  | "Tout se jouera à un dixième de seconde" Transcription: "Rei Ten Ichibyō ni Kakero" (japonais: 0.1秒に懸けろ)                            | Hideki Tonokatsu             | Akira Kindaichi   | Jun'ichi Sakata   | 6 février 2022   |
| 18                  | "Le faux appelle le mensonge (1re partie)" Transcription: "Feiku ga Uso o Yobu Zenpen" (japonais: フェイクが嘘を呼ぶ 前篇)               | Hatsuki Tsuji                | Shigeru Murakoshi | Hatsuki Tsuji     | 6 février 2022   |
| 19                  | "Le faux appelle le mensonge (2e partie)" Transcription: "Feiku ga Uso o Yobu Kōhen" (japonais: フェイクが嘘を呼ぶ 後篇)                 | Shigeki Awai Masahiko Komino | Shigeru Murakoshi | Hatsuki Tsuji     | 20 février 2022  |
| 20                  | "Diaboliques" Transcription: "Futari no Akujo" (japonais: 二人の悪女)                                                                    | Fumio Maezono                | Ayumi Shimo       | Jun'ichi Sakata   | 27 février 2022  |
| 21                  | "Bienvenue sur l'île éphémère" Transcription: "Utakata no Shima e Yōkoso" (japonais: うたかたの島へようこそ)                             | Kiyoshi Egami                | Tomoko Shinozuka  | Kōichi Chigira    | 6 mars 2022      |
| 22                  | "Les souvenirs de ma maman" Transcription: "Watashi no Mama no Kiroku" (japonais: 私のママの記録)                                        | Kōichi Chigira               | Kōichi Chigira    | Kōichi Chigira    | 13 mars 2022     |
| 23                  | "Les souvenirs de ma tendre sorcière" Transcription: "Itoshi no Majo no Kioku" (japonais: 愛しの魔女の記憶)                              | Hideki Tonokatsu             | Shigeru Murakoshi | Eiji Suganuma     | 20 mars 2022     |
| 24                  | "Ce qu'aime un malfaiteur" Transcription: "Akutō ga Aisu Mono" (japonais: 悪党が愛すもの)                                                | Kazuhiro Soeta               | Shigeru Murakoshi | Eiji Suganuma     | 27 mars 2022     |

Source des titres en français : JustWatch

## Production
La série a été produite à TMS Entertainment et réalisée par Eiji Suganuma, qui avait déjà réalisé le téléfilm Lupin Prisoner of the Past en 2019. Elle fut écrite par Takahiro Ōkura avec des character designs d'Hirotaka Marufuji. La série contient des scripts provenant de scénaristes invités tels que Mamoru Oshii, Masaki Tsuji, Taku Ashibe, Kanae Minato, et Akio Higuchi. La série fut annoncée par TMS le 26 mai 2021, et fut diffusée avec un épisode 0 du 10 octobre 2021 au 27 mars 2022 sur Nippon TV et sur les autres réseaux de NNS, en conjonction avec le cinquantième anniversaire de l'anime, Edgar de la cambriole ayant été diffusé pour la première fois le 24 octobre 1971,,. Le 20 août 2021, Sentai Filmworks licencia la série pour les supports vidéo maison et en streaming sur Hidive,. Au Japon, les vingt premiers épisodes sortirent dans un coffret Blu-ray le 26 octobre 2021. Le 7 janvier 2022, il fut annoncé que Shigeru Murakoshi reprendrait la composition de l'animation pour Part 6, débutant à partir de l'épisode 13.